# Всесоюзное общество культурной связи с заграницей
Всесою́зное о́бщество культу́рной свя́зи с заграницей (ВОКС; 1925-1958) — советская общественная организация, через которую осуществлялась внешняя пропаганда и контролировалась связь с иностранцами в СССР. Официально в задачи ВОКС входило «ознакомление общественности СССР с достижениями культуры зарубежных стран и популяризация культуры народов Советского Союза за границей, содействие развитию и укреплению дружбы и взаимопонимания между народами СССР и других стран».
В 1958 году преобразовано в Союз советских обществ дружбы и культурных связей с зарубежными странами (ССОД).

## История
С 1925 по 1931 год офис общества располагался в Москве по адресу Малая Никитская, дом 6, затем особняк был предоставлен в распоряжение писателя Максима Горького (1868—1936), только что вернувшегося в СССР. В 1948—1994 годах улица носила название Качалова в память театрального актёра В. И. Качалова, который жил на ней в 1914—1919 годах.
С 1932 по 1954 год офис общества располагался по адресу Большая Грузинская, дом 17.
В 1935 году здесь состоялась встреча посетившего Москву Ромена Роллана с московской литературной общественностью.
В период Большого террора в 1938 году деятельность ВОКС по приему и приглашению иностранцев была фактически прекращена.
В 1945 году появились общества:
- «Швейцария — СССР»
- «Мадагаскар — Советский Союз»
- и многие другие[уточнить].

К 1957 году общества дружбы с СССР действовали в 47 странах.
В 1958 году ВОКС был преобразован в Союз советских обществ дружбы и культурных связей с зарубежными странами (ССОД).

## Деятельность
ВОКС занимался организацией международных выставок (в частности, выставок зарубежных книг в Москве), организацией участия советского искусства в зарубежных фестивалях и конкурсах, поездок в СССР делегаций зарубежных обществ дружбы и культурной связи с СССР, а также отдельных видных деятелей науки и культуры (Поль Ланжевен, Ромен Роллан, Мартин Андерсен-Нексё, Рабиндранат Тагор и многие другие). Расходы на проезд и проживание приглашённых через ВОКС в СССР деятелей культуры, учёных и журналистов, как правило полностью или частично оплачивали.
Общество издавало журнал «Бюллетень ВОКС» («VOKS bulletin»), выходивший на английском, французском и немецком языках.
В качестве экспертов с ВОКС сотрудничали такие выдающиеся советские деятели культуры, как поэт Владимир Маяковский, писатель Михаил Шолохов, композиторы Сергей Прокофьев и Дмитрий Шостакович, кинорежиссёр Сергей Эйзенштейн.
По мнению лидера Большевистской платформы в КПСС Т. Хабаровой, ВОКС и входящие в него общества дружбы были оторваны от масс трудящихся, но в условиях Советской власти всё же играли позитивную роль.

## Председатели правления ВОКС
- Каменева, Ольга Давидовна (1925—1929)
- Петров, Фёдор Николаевич (1929—1933)
- Аросев, Александр Яковлевич (1934—1937)
- Смирнов, Виктор Фёдорович (и. о.) (1937—1940)
- Кеменов, Владимир Семёнович (1940—1948)
- Денисов, Андрей Иванович (1948—1957)
- Попова, Нина Васильевна (1957—1975)
- Круглова, Зинаида Михайловна (1975—1987)